# Necsven vára
Necsven vára (horvátul: Nečven grad), egy középkori várrom Horvátországban, a Sibenik-Knin megyei Puljane határában.

## Fekvése
Puljane falutól nyugatra, Promina község nyugati részén, a Krka folyó bal partja feletti meredek sziklák szélén található. Vele szemben, a Krka jobb partján található a Šubićok Trošenj nevű vára.

## Története
A 14. századtól kezdve Necsven urai a Nelipić horvát nemesi család tagjai voltak. Necsven a legenda szerint egy gyönyörű lányról kapta a nevét, aki elutasította a Bribiri grófok kéréseit, és végül hogy elkerülje a szomorú sorsot megmérgezte magát. A történet valószínűleg Šubićok és Nelipić grófok ellenségeskedését szimbolizálja, akiknek erődítményei itt egymással szemben álltak.
Necsven várát valószínűleg a Nelipić grófok építették a 14. században a bribiri grófok, a Šubićok Trošenj nevű várával átellenben. Két család évszázados viszályának a bribiri grófok hatalmának 1322-es meggyengülése vetett véget, mely után a Nelipićek Dél-Horvátország uraiként érezhették magukat. Necsven 1434-ig Ivaniš Nelipić gróf haláláig volt a család kezén. Ezzel a család kihalt. A vár ezután Juraj Martinušić gróf birtokába került, majd 1522 és 1648 között a törökök birtokolták, ahonnan a Drnišig és Kninig terjedő területen uralkodtak. 
Az erőd mellett egy régi fahíd volt a Krka felett, amelyet a törökök a Bukovicára történő átkeléshez használtak. A 17. század közepén Necsven Sibenikkel és Kninnel együtt a Krka folyó bal partján a legerősebb, katonailag és stratégiailag legfontosabb erődítmény volt. Maga a vár nem volt lakott. Becslések szerint körülbelül 80 főnyi személyzet tartózkodott benne. A vár mellett mintegy 80 házas település volt. A Krka itteni hídját Stjepan Sorić, az uszkókok krajinai vezetője rombolta le. 
1648-ban a török hadsereg elhagyta Necsvent és átadta a velenceieknek, Foscolo velencei tábornok pedig elrendelte a vár felgyújtását. Ennek ellenére 1670-ben Necsvent újra elfoglalták a törökök, és a következő nyolc évben, egészen 1678-ig megszállva tartották. Ezt követően Necsven viszonylagos békés időszakot élt meg. A 18. század elején a vár melletti településen 247 lakos élt. Aztán fokozatosan elvesztette stratégiai jelentőségét, így a 18. század végén mind a várat, mind a mellette lévő települést teljesen felhagyták.

## A vár mai állapota
A vár területe körülbelül 1000 m2 volt, melyet minden oldalról magas falak vettek körül. A falak több mint egy méter vastagok voltak. A meredek déli falak a szakadék felé, akár 15 méter magasak és ötemeletesek is lehettek. Az északi oldal most is tele van romokkal és itt áll egy nagy régi négyszög alakú torony romja is, amely szintén ötemeletes volt.

## Fordítás
- Ez a szócikk részben vagy egészben  a   Nečven című horvát Wikipédia-szócikk ezen változatának fordításán alapul.  Az eredeti cikk szerkesztőit annak laptörténete sorolja fel. Ez a jelzés csupán a megfogalmazás eredetét és a szerzői jogokat jelzi, nem szolgál a cikkben szereplő információk forrásmegjelöléseként.